# Ginny Holder
Ginny Holder (* 1. Dezember 1969 in London) ist eine britische Schauspielerin.
Ginny Holder ist seit Anfang der 1990er Jahre als Film-, Fernseh- und Theater-Schauspielerin tätig. Im Vereinigten Königreich ist sie als Nebendarstellerin der Seifenoper Family Affaires (als Rosa Marshall) und der Krankenhausserie Holby City (als Thande Abebe-Griffin) bekannt. 2018 war sie in einer Nebenrolle in vier Episoden in der britisch-französischen Fernsehserie Death in Paradise zu sehen. Seit 2022 hilft sie als Trainee Officer Darlene Curtis auf der fiktiven Karibikinsel Saint Marie dabei, mysteriöse Morde und andere Verbrechen aufzuklären.

## Filmografie (Auswahl)
- 1994: Crocodile Shoes (Miniserie, 3 Folgen)
- 1996: Die Stunde des Verführers (The Leading Man)
- 1997: Gestohlene Kindheit (No Child of Mine)
- 1998: Ich hab um dich geweint (Her Own Rules)
- 1999: Wing Commander
- 2002: Family Affairs (Fernsehserie, 20 Folgen)
- 2005: Manderlay
- 2007–2010: Holby City (Fernsehserie, 37 Folgen)
- 2018, 2022–2025: Death in Paradise (Fernsehserie, 22 Folgen)
- 2019: MotherFatherSon (Fernsehserie, 5 Folgen)
- 2019–2022: The Capture (Fernsehserie, 9 Folgen)
- 2020: Shakespeare & Hathaway – Private Investigators (Fernsehserie, Folge 3x02 See Thyself, Devil!)
- 2023: Inspector Barnaby (Midsomer Murders, Fernsehserie, Folge 24x01 The Devil's Work)